# Leonid Netjajev
Leonid Netjajev (russisk: Леони́д Алексе́евич Неча́ев) (født 3. maj 1939 i Moskva i Sovjetunionen, død 23. januar 2010 i Moskva i Rusland) var en sovjetisk filminstruktør.

## Filmografi
- Prikljutjenija v gorode, kotorogo net (Приключения в городе, которого нет, 1974)[1][2]
- Prikljutjenija Buratino (Приключения Буратино, 1975)
- Pro Krasnuju Sjapotjku (Про Красную Шапочку, 1977)